# Ким Чен Ун
Ким Чен Ун (на хангъл: 김정은; на ханча: 金正恩, правилно произношение: Ким Чон Ън) е севернокорейски политически, държавен, военен и партиен деец, заемащ от края на 2011 година най-високите постове в страната – върховен ръководител, лидер на Корейската работническа партия, вожд на народа на КНДР, върховен главнокомандващ и маршал на Корейската народна армия, първи секретар на Централния комитет на Корейската работническа партия, депутат във Върховното народно събрание на КНДР.
Той е най-малкият син на Ким Чен Ир от третата му съпруга, балерината с японски произход по майчина линия Ко Йон Хи – което компрометира севернокорейският мит за „чистокръвието“ на династията „Ким“ и би поставило всеки друг в страната на мястото на него и баща му на най-ниската възможна категория спрямо системата за оценка на благонадеждността „Сонгбун“. Брат е на Ким Чжон Чул и полубрат на Ким Чен Нам (най-големия син на Ким Чен Ир), роден от киноактрисата Сон Хе Рим. Поради известна доза спекулация неговото съществуване е пазено в тайна.
Сведения за този трети син на ръководителя на Корейската народно-демократична република се появяват едва с излизането на мемоарите на дългогодишния готвач на Ким Чен Ир, публикувал под псевдонима Кенджи Фуджимото. По негови данни Чен Ун е роден в периода 1983 – 1985 година, а според други източници – през 1982 или 1983 година.
В мемоарите си Кенджи Фуджимото прави предположението, че Чен Ун е вероятен наследник след оттеглянето от поста на Ким Чен Ир, който често се оплаква от прекалената изнеженост на Чен Чул. Първородният син Чен Нам губи благоволението на баща си след международен скандал през 2001 г., когато е заловен с фалшив доминикански паспорт при опит да влезе в Япония. Към онзи момент съществуването на Чен Ун е неизвестно.
На 8 януари 2009 година Ким Чен Ир издава директива за назначаването на сина си Ким Чен Ун за лидер на Корейската работническа партия. Ким Чен Ир определя Ким Чен Ун за свой наследник.
Списание Forbes поставя Ким на 36-о място сред най-влиятелните личности в света за 2018 г. – на първо място по влияние сред корейците, изпреварвайки Пан Ки-мун и Ли Кун-хи (председателя на концерна „Samsung“).
Управлението на Ким Чен Ун е белязано с продължаването на разработките на ракетно и ядрено оръжие, изстрелване на космически спътници, провеждане на икономически реформи, развитие на приятелските отношения с Китайската народна република, а също и с колебания в отношенията с Южна Корея и страните от Запада: от рязко влошаване през 2015 – 2017 години до размразяване през 2018 г.

## Ранен живот
Ким Чен Ун е най-малкият от трите сина на Ким Чен Ир. Докато баща му е на власт, Ун е непознат за обществеността. Според някои сведения, той е получил образованието си в международно училище в швейцарския кантон Берн. В периода 2002 – 2007 г. учи във Военния университет Ким Ир Сен в Пхенян. Вече завършил, Ун започва да придружава баща си при инспектирането на армията. По това време се счита, че той работи или за Корейската работническа партия, или за Генералното политбюро към армията.
Слухове, че той се подготвя за евентуален наследник на баща си, се появяват още през 2009 г. Появява се като кандидат във Върховното народно събрание на КНДР още същата година, а през април е назначен във влиятелната Държавна комисия по отбрана. Председателят на комисията е баща му, Ким Чен Ир. Към юни 2009 г. е назначен за началник на Департамента за държавна сигурност – правителствен орган, отговорен за политическия контрол и контраразузнаването.
През септември 2010 г. Ким Чен Ун е повишен на четиризвезден генерал, макар дотогава да няма военен опит. През следващата година става все по-ясно, че именно той ще е наследникът на Ким Чен Ир. След като баща му умира през декември 2011 г., Ким Чен Ун е провъзгласен за върховен водач на страната – неофициална титла, която все пак означава, че той ръководи както правителството, така и въоръжените сили на Северна Корея.
През април 2012 г. статутът му се легитимира чрез присвояването на няколко държавни поста: първи секретар на Корейската работническа партия, председател на Централната военна комисия и председател на Държавната комисия по отбрана. Той залага на национална стратегия, предвиждаща развиване на икономиката успоредно с въоръжените сили.

## Държавен глава
Ранните години на управлението на Ким Чен Ун се характеризират с безмилостна консолидация на властта и рязко ускоряване на ядрената програма на страната. През декември 2013 г. той екзекутира чичо си, Чан Сон таек, обвинявайки го в заговор за преврат. Чичо му е част от близкото му приближение и служи като регент след смъртта на баща му. Тъй като чичо му е силен поддръжник на близките отношения с Китай, екзекуцията му бележи и известно влошаване в отношенията между двете страни.
Под ръководството на Ким Чен Ун, ядрената програма на държавата ту тръгва, ту се спира. След февруари 2013 г., когато е проведен първият ядрен опит под управлението на Ун, темпото както на подземните детонации, така и на опитите с ракети с голям обсег драстично се ускорява. Към 2017 г. Северна Корея вече е провела общо шест ядрени опита, включително един на устройство, което, според севернокорейски сведения, може да се прикачи към междуконтинентална балистична ракета. Тъй като вече значителна част от територията на САЩ теоретично попада в обсега на севернокорейските ядрени ракети, избухва словесен двубой между Ким Чен Ун и американския президент Доналд Тръмп.
Докато Вашингтон и Пхенян са се впуснали в постоянен обмен на обиди и бомбастична реторика, Ким започва чаровна офанзива у дома. Избирането на Мун Дже-Ин от Демократическата партия „Заедно“ за президент на Южна Корея през май 2017 г. отваря вратите за потенциални преговори между Северна и Южна Корея. В дните преди Зимните олимпийски игри през 2018 г. в Пьонгчанг (Южна Корея), двете страни предприемат диалог, който води до това, че севернокорейските и южнокорейски атлети излизат заедно на церемонията по откриването като един отбор и под знаме, изобразяващо обединена Корея. Сестрата на Ким Чен Ун, Ким Йо чонг, присъства на игрите, ставайки първият член на севернокорейското управляващо семейство, посетил Южна Корея след края на Корейската война. В хода на историческа среща с Мун Дже-Ин от 10 февруари 2018 г., Йо чонг дава ръкописно написана бележка от брат си, в която той кани южнокорейския президент на визита в Пхенян „възможно най-скоро“.
Още на следващия месец, Ким Чен Ун е домакин на администрацията на Мун на вечеря в Пхенян – първата такава среща, която провежда с южнокорейски държавни служители, след като поема управлението на страната през 2011 г. По това време Ким Чен Ун заявява, че е готов за преговори за елиминиране на севернокорейския ядрен арсенал, ако САЩ могат да гарантират сигурността на Северна Корея и режима ѝ. На 27 април 2018 г. Ким Чен Ун и Мун Дже-Ин провеждат историческа среща в „селището на мира“ Панминчжон – това е първият път, когато лидерите на двете държави се срещат лице в лице от много години насам. Двамата дискутират ядреното разоръжаване на Корейския полуостров и сключване на примирие, което да сложи официално край на Корейската война.
На 12 юни 2018 г., за пръв път в историята, лидерите на САЩ и Северна Корея се срещат лице в лице. По време на срещата, Ким Чен Ун обещава да работи в посока пълно ядрено разоръжаване на полуострова, докато Тръмп обещава да сложи край на съвместните военни учения между САЩ и Южна Корея. През следващите години севернокорейският лидер се среща още няколко пъти с Тръмп. На 25 април 2019 г. Ким Чен Ун се среща за пръв път и с руския президент Владимир Путин във Владивосток.